# Video Phone
Video Phone ist ein Song der US-amerikanischen R&B-Sängerin Beyoncé Knowles aus ihrem dritten Studioalbum I Am … Sasha Fierce. Er wurde von Knowles, Shondrae Crawford und Sean Garrett geschrieben. Ein Remix des Liedes erschien später in Zusammenarbeit mit Lady Gaga und wurde am 17. November 2009 veröffentlicht.

## Hintergrund, Musik und Text
Video Phone wurde von Crawford, The Pen und Knowles produziert und zunächst an die amerikanischen Urban-Contemporary-Radiosender geschickt, die Veröffentlichung des Songs wurde jedoch im Oktober 2009 zurückgerufen. Eine Remixversion der Liedes entstand in Zusammenarbeit mit Lady Gaga. Dieser wurde auf der Deluxe-Version von I Am … Sasha Fierce veröffentlicht.
Musikalisch ist Video Phone dem Genre Crunk zuzuordnen. Der Song ist in a-Moll im Viervierteltakt geschrieben und besitzt ein moderates Tempo von 120 Schlägen pro Minute. Die Protagonistin singt, wie sie für einen Mann tanzt und er sie dabei mit seinem Videophone filmt. Dies wird in der Zeile „Press record and I’ll let you film“ und „You want me naked? If you like this position you can tape it“ deutlich.

## Kritik
Video Phone wurde von den Kritikern gemischt aufgenommen. Alexis Petridis vom Guardian verglich den Song mit Diva, einem weiteren Song von Knowles, und bezeichnete Video Phone als genauso sonderbar, aber viel besser. Die Rolling Stone beschrieb Knowles Gesang als schmutzigen Groove in einem schlüpfrigen Song. Colin McGuire von PopMatters schrieb, dass Video Phone sexy genug sei, um den Punkt zu erreichen, an dem es unangenehm ist, den Song zusammen mit seinem Vater in einem Raum zu hören. Daniel Brockman von der Zeitschrift The Phoenix beschrieb den Song schlicht als schmutzig für einen Künstler wie Beyoncé. Bernard Zuel vom The Sydney Morning Herald bezeichnet den Song als „schrecklich“.
Die Remix-Version mit Lady Gaga wurde von Fraser McAlpine vom BBC Radio negativ bewertet. Chris Willmann von Yahoo verglich den Song mit Lady Gagas Telephone, bei dem Knowles einen Gastauftritt hatte, und schrieb, dass Gagas Song Knowles Song übertrumpfe. Kyle Anderson von MTV schrieb, dass Lady Gaga ein bisschen in dem Song „verlorengeht“.

## Kommerzieller Erfolg
Der Remix zu Video Phone erschien im deutschsprachigen Raum als B-Seite von Broken-Hearted Girl. Die Verkäufe beider Lieder wurden zusammenaddiert und flossen bei der Chartwertung in die Single Broken-Hearted Girl, wodurch Video Phone keine separate Chartnotierung ermöglicht wurde. In Großbritannien stieg der Remix des Songs bis auf Platz 58 und konnte sich insgesamt 6 Wochen in den britischen Singlecharts halten. In den USA stieg der Remix mit Lady Gaga am 12. Dezember 2009 auf Platz 65 der Billboard Hot 100 ein, was gleichzeitig seine beste Platzierung darstellt. Außerdem erreichte der Remix Platz 1 in den „Hot Dance Club Song“-Charts von Billboard und wurde somit Knowles 14. Nummer-eins-Hit in diesen Charts.
Das Video zu Video Phone wurde in den Kategorien „Video of the Year“ und „Best Collaboration“ bei den BET Awards 2010 nominiert und gewann den Preis für die erstgenannte Kategorie. Bei den MTV Video Music Awards 2010 war Video Phone in insgesamt fünf Kategorien nominiert, konnte jedoch in keiner gewinnen.